# Cep (Jindřichův Hradec)
Cep é uma comuna checa localizada na região da Boêmia do Sul, distrito de Jindřichův Hradec.